# The King of Fighters '94
The King of Fighters '94 är ett fightingspel utgivet av SNK som arkadspel 1994, och det första spelet i serien The King of Fighters. 2008 låg spelet även på samlingen SNK Arcade Classics Vol. 1 till Playstation 2, Playstation Portable och Wii.

## Handling
I spelet deltar figurer från tidigare SNK-titlar, som Ryo Sakazaki, Robert Garcia, Takuma Sakazaki, Yuri Sakazaki, King från Art of Fighting, Terry Bogard, Andy Bogard, Joe Higashi, Mai Shiranui och Kim Kaphwan från Fatal Fury och Ralf Jones, Clark Steel, Heidern och från Ikari Warriors, samt nya kämpar som Kyo Kusanagi, Benimaru Nikaido och Goro Daimon. I stället för man mot man-strider handlar matcherna här om två lag mot varandra. Varje lag består av tre spelare.

### Fotnoter
1. ↑  ”The King of Fighters '94” (på engelska). Mobygames. 11 mars 1994. http://www.mobygames.com/game/king-of-fighters-94. Läst 20 maj 2015.